# باري ويلسون (مدير فني)
باري ويلسون (بالإنجليزية: Barry Wilson)‏ هو مدير فني أمريكي، ولد في 12 مايو 1943 في سافانا في الولايات المتحدة.